# Liste der Bodendenkmäler in Schnaitsee
Auf dieser Seite sind die Bodendenkmäler in der oberbayerischen Gemeinde Schnaitsee zusammengestellt. Diese Tabelle ist eine Teilliste der Liste der Bodendenkmäler in Bayern. Grundlage ist die Bayerische Denkmalliste, die auf Basis des Bayerischen Denkmalschutzgesetzes vom 1. Oktober 1973 erstmals erstellt wurde und seither durch das Bayerische Landesamt für Denkmalpflege geführt wird. Die folgenden Angaben ersetzen nicht die rechtsverbindliche Auskunft der Denkmalschutzbehörde.

## Bodendenkmäler der Gemeinde

### Bodendenkmäler in der Gemarkung Kirchstätt
| Lage                  | Objekt | Akten-Nr.     | Bild           |
| --------------------- | --- | ------------- | -------------- |
| Kirchstätt (Standort) | Untertägige mittelalterliche und frühneuzeitliche Befunde im Bereich der Katholischen Filialkirche St. Magdalena bei Kirchstätt und ihrer Vorgängerbauten mit aufgelassenem Friedhof. Siehe auch: St. Magdalena (Kirchstätt) | D-1-7940-0101 | weitere Bilder |

### Bodendenkmäler in der Gemarkung Schnaitsee
| Lage                                        | Objekt | Akten-Nr.     | Bild                                                      |
| ------------------------------------------- | --- | ------------- | --------------------------------------------------------- |
| Schnaitsee Marktplatz 9 (Standort)          | Untertägige mittelalterliche und frühneuzeitliche Befunde im Bereich der Katholischen Pfarrkirche Mariä Himmelfahrt in Schnaitsee und ihrer Vorgängerbauten mit Katholischer Friedhofskapelle St. Elisabeth. | D-1-7940-0091 | weitere Bilder                                            |
| Schnaitsee Trostberger Straße 15 (Standort) | Untertägige spätmittelalterliche und frühneuzeitliche Befunde im Bereich der Katholischen Kirche St. Anna in Schnaitsee.                                                                                     | D-1-7940-0092 |                                                           |
| Schnaitsee (Standort)                       | Untertägige mittelalterliche und frühneuzeitliche Befunde im Bereich der Katholischen Filial- und ehemalige Pfarrhofkirche St. Nikolaus in Berg und ihres Vorgängerbaus mit aufgelassenem Friedhof.          | D-1-7940-0094 | Untertägige mittelalterliche und frühneuzeitliche Befunde |

### Bodendenkmäler in der Gemarkung Waldhausen
| Lage                                   | Objekt | Akten-Nr.     | Bild |
| -------------------------------------- | --- | ------------- | ---- |
| Waldhausen Pfarrhofstraße 2 (Standort) | Untertägige spätmittelalterliche und frühneuzeitliche Befunde im Bereich der Katholischen Filialkirche St. Martin in Waldhausen und ihres Vorgängerbaus. Siehe auch: Waldhausen (Schnaitsee) | D-1-7840-0240 |      |
| Waldhausen (Standort)                  | Siedlung der frühen Bronzezeit. Siehe auch: Bronzezeit | D-1-7840-0243 |      |